# Fodina
Fodina es un género de lepidópteros perteneciente a la familia Noctuidae. Es originario de Australia.

## Especies
- Fodina oriolus Guenée, 1852
- Fodina ostorius Donovan, 1805